# Степанова (деревня)
Степанова — деревня в Кудымкарском районе Пермского края. Входила в состав Степановского сельского поселения. Располагается южнее от города Кудымкара у автодороги А153 на правом берегу реки Иньвы. Расстояние до районного центра составляет 2 км. По данным Всероссийской переписи населения 2010 года, в деревне проживало 542 человека (265 мужчин и 277 женщин).

## История
Деревня Степанова упоминается в 1869 году, в тот год там проживало 48 человек. По данным переписи 1926 года, в деревне проживало 85 человек.
По данным на 1 июля 1963 года, в деревне проживало 207 человек. Населённый пункт входил в состав Юринского сельсовета, позднее стал центром Степановского сельсовета.
В 1960 году в деревне началось строительство Кудымкарской межколхозной строительной организации.

## Инфраструктура
В деревне расположен «Кудымкарский мясокомбинат». Действует фельдшерско-акушерский пункт. В 2007 году был открыт детский сад.